# Liisa-Maria Sneck
Liisa-Maria Sneck (* 10. November 1968 in Helsinki) ist eine ehemalige finnische Eishockeytorhüterin.
In Finnland spielte Sneck für den Helsingfors IFK, Ilves Tampere und die Keravan Shakers. Mit Ilves gewann sie die finnische Meisterschaft 1990, 1991, 1992 und 1993. Mit den Keravan Shakers wiederholte sie diesen Erfolg 1996. In Kanada spielte sie für die Hamilton Golden Hawks. Nach dem Ende ihrer Karriere wechselte sie in den Trainerstab des IHK Helsinki.
Bei den Olympischen Winterspielen 1998 in Nagano gewann sie mit der finnischen Nationalmannschaft die Bronzemedaille im olympischen Eishockeyturnier.

## Erfolge und Auszeichnungen
- 1989 Goldmedaille bei der Europameisterschaft
- 1990 Bronzemedaille bei der Weltmeisterschaft
- 1991 Goldmedaille bei der Europameisterschaft
- 1992 Bronzemedaille bei der Weltmeisterschaft
- 1993 Goldmedaille bei der Europameisterschaft
- 1994 Bronzemedaille bei der Weltmeisterschaft
- 1997 Bronzemedaille bei der Weltmeisterschaft
- 1998 Bronzemedaille bei den Olympischen Winterspielen

## Internationale Statistik
(Legende zur Torhüterstatistik: GP oder Sp = Spiele insgesamt; W oder S = Siege; L oder N = Niederlagen; T oder U oder OT = Unentschieden oder Overtime- bzw. Shootout-Niederlage; Min. = Minuten; SOG oder SaT = Schüsse aufs Tor; GA oder GT = Gegentore; SO = Shutouts; GAA oder GTS = Gegentorschnitt; Sv% oder SVS% = Fangquote; EN = Empty Net Goal; 1 Play-downs/Relegation; Kursiv: Statistik nicht vollständig)